# Kevin Finnegan
Kevin Finnegan (Iver, 18 aprile 1948 – Hillingdon, 23 ottobre 2008) è stato un pugile britannico, due volte campione europeo dei pesi medi. Era il fratello minore del campione europeo dei pesi mediomassimi Chris Finnegan.

## Carriera
Esordisce a torso nudo nel 1970. Dopo 22 incontri, con due sole sconfitte, conquista il titolo britannico dei pesi medi battendo ai punti l'anglo-giamaicano Bunny Sterling. Abbandona quasi subito il titolo per affrontare il Campione europeo Jean-Claude Bouttier. Il 27 marzo 1974, a Parigi, conquista la cintura europea, battendo ai punti il suo avversario. 
Il suo regno di campione continentale dura poco più di un anno e alla prima difesa è costretto a cedere ai punti la cintura nei guantoni del franco-tunisino Gratien Tonna, sul ring di a Fontvieille (Principato di Monaco).
Tra il 1976 e il 1977 Finnegan combatte tre match contro il connazionale Alan Minter per il titolo britannico dei pesi medi ma è ogni volta sconfitto. Seguono due incontri a Boston con il terribile Marvin The Marvelous Hagler,  aspirante al titolo mondiale. Sono altre due sconfitte, entrambe per knock-out tecnico.
Il 6 novembre 1979, Finnegan riconquista il titolo britannico dei pesi medi battendo Tony Sibson ai punti alla Royal Albert Hall di Londra.  Tre mesi dopo, a Parigi-Bercy, batte Tonna ai punti in 12 riprese e indossa per la seconda volta la cintura europea dei medi. 
Difende il titolo una prima volta pareggiando a Monaco di Baviera con il tedesco Georg Steinherr. Poi è costretto a cedere ai punti in dodici riprese la cintura all'italiano Matteo Salvemini, il 10 settembre 1980 al Teatro Ariston di Sanremo.  Dopo questo match lascia il pugilato.
Muore a soli sessant'anni nel sobborgo londinese di Hillingdon.